# Association française de normalisation
Association française de normalisation (AFNOR, z fr. Francuskie Stowarzyszenie Normalizacyjne) – narodowy instytut normalizacyjny.